# Danh sách sông ở đảo Man
Đây là danh sách các sông ở đảo Man.
- sông Glass
  - sông Dhoo
    - sông Greeba

  - sông Sulby
  - sông Baldwin
- sông Groudle
- sông Ballacottier
- sông Laxey
  - sông Glenroy
- sông Cornaa
- sông Sulby
  - sông Glen Auldyn
- The Lhen Trench
- sông Killane
- sông Neb
  - sông Foxdale
  - sông Blaber
- sông Glenmaye
- sông Colby
- Silver Burn
- Santon Burn
- sông Crogga